# Назаров Ігор Миколайович
Ігор Миколайович Назаров (нар. 4 березня 1977, Київ, Українська РСР — пом. 5 листопада 2020, м. Київ) — український актор театру та кіно, режисер.

## Життєпис

Могила Ігоря Назарова, Берковецьке кладовище

Народився 4 березня 1977 року у Києві.
Ще під час навчання у театральному виші з 1998 року почав виступати на сцені. У 2000 році перейшов до «Нового театру на Печерську».
У 1999 році Ігор Назаров закінчив Київський театральний інститут та отримав спеціальність «актор театру і кіно». Навчався на російськомовному курсі професора Миколи Рушковського.
Помер після тяжкої хвороби 5 листопада 2020 року на 44-му році життя. Похований на Берковецькому кладовищі (ділянка № 105, 50°29′23.60″ пн. ш. 30°23′35.80″ сх. д. / 50.4898889° пн. ш. 30.3932778° сх. д.).

## Творчий доробок

### Ролі в театрі
- Санчо Панса — «Людина з Ламанчі»
- Берліоз — «Майстер і Маргарита»
- Володимир Ленін — «П'ять розповідей Пелевіна»
- Сан Санич — «Острів нашої Любові та Надії»
- Брігелла — «Арлекіно — слуга двох панів»
- Іван Іванович Лапкін — «У кожного свої примхи»
- Леон — «Protection. Врятуй мене»
- Доктор — «Святої ночі»
- Мсьє Карльє — «Блез»
- Франк — «Під тиском. Push up 1-3»
- Сергій Нілус — «Відрада та Втіха»
- Брат Паїсій — «Альоша»
- Майстер Вишня, Манджафоко — «Піноккіо, або Історі про те, як стати людиною»
- Андрій Андрійович Кравченко — «Наталка Полтавка.doc»

### Ролі в кіно
- 2020 — Спіймати Кайдашая — Федір Вікторович, новий управляючий
- 2020 — Два серця — Борис
- 2020 — Акушерка — Володя, друг Ігоря
- 2020 — Авантюра — епізод
- 2019 — Циганка
- 2019 — Втрачені спогади — Павло
- 2019 — Укус вовчиці — епізод
- 2019 — Таємниці — міліціонер-конвоїр
- 2019 — Таємне кохання — адміністратор фуршету
- 2019 — Жива вода — помічник Сергія
- 2019 — Інше життя Анни — епізод
- 2019 — Інша — опер
- 2019 — Голос янгола — вантажник
- 2018 — Чуже життя — епізод
- 2018 — Рідна кров — Дмитро, опер
- 2018 — Несолодка помста — Володимир Степанович, слідчий
- 2018 — Скарбниця життя — викладач
- 2018 — Замкнене коло — Микита
- 2018 — У полоні у брехні — Андрій Прохоров, активіст ошуканих вкладників
- 2018 — Вірити і чекати — Роман Лосєв, колишній співмешканець Елли
- 2017 — Субота — черговий
- 2017 — Радуга в небі — епізод
- 2017 — Пес-2 — Михайло (у 19-й серії «Учитель»)
- 2017 — Полуда — вантажник
- 2017 — Ментівські війни. Одеса — Петруха (Петро Григор'єв), опер (у фільмі № 1 «Вовча зграя», у фільмі № 2 «Небезпечні ігри»)
- 2017 — Капітанша — епізод
- 2017 — Всупереч долі — член ради директорів
- 2017 — Балерина — Олексій, опер
- 2016 — Провідніця — Сергій, чоловік Каті (у 19-й серії «Останній лицар»)
- 2016 — Підкидьки — усиновитель
- 2016 — На лінії життя — Степан Васильович, пацієнт
- 2016 — Улюблена вчителька — лікар у пологовому будинку
- 2016 — Громадянин Ніхто — епізод
- 2014 — Брат за брата-3 — співробітник УСБ
- 2012 — 2013 — Свати-6 — епізод
- 2012 — Жіночий лікар — Петя Ніколайчик, багатодітний батько (у 2-й серії «Недоношене серце»)
- 2012 — Повернення Мухтара-8 — Крутов (у 5-й серії «Любитель ремонту»)
- 2012 — Ангели війни — Булигін
- 2011 — 2012 — Я прийду сама — адвокат
- 2011 — Правила маскараду — епізод
- 2011 — Матч — Добридень
- 2010 — Нове життя сищика Гурова. Продовження — начальник охорони дискотеки (у фільмі № 5 "Восьма горизонталь ")
- 2010 — Джокер — епізод
- 2010 — Віра Надія Любов — епізод (в титрах — І.Назаров)
- 2010—108 хвилин — епізод
- 2009 — Черчілль (у фільмі № 6 «Осінні загострення») — епізод
- 2009 — Повернення Мухтара-5 — Олег (у 37-й серії «Спадкоємиця мимоволі»)
- 2009 — Афера «Фаревелл» (Франція) — міліціонер
- 2008 — Тринадцять місяців — міліціонер-конвоїр
- 2008 — Зачароване кохання — член банди Сипатого
- 2008 — Гітлер капут! — офіцер
- 2006 — Утьосов. Пісня довжиною в життя — музикант оркестру Утьосова (немає в титрах)
- 2006 — Обережно, блондинки! — охоронець
- 2006 — За все тобі дякую-2 — епізод
- 2006 — Дев'ять життів Нестора Махно — Манцев, заступник Дзержинського, генерал
- 2006 — Вовчиця — епізод
- 2006 — Повернення блудного чоловіка — дільничний
- 2006 — Битви сонечок — епізод
- 2005 — Міф про ідеального чоловіка. Детектив від Тетяни Устинової — епізод
- 2005 — Контакт — бригадир асфальтоуклодників
- 2005 — Зцілення любов'ю — програмний директор радіостанції
- 2005 — Золоті хлопці — епізод
- 2005 — Повернення Мухтара-2 — охоронець Вітя (у 44-й серії «Клофелінові сни»)
- 2005 — Братство — Малежкін, студент
- 2004 — Попіл Фенікса — слідчий РВВС
- 2003 — Дух землі — командир загону ППС
- 1992 — 1997 — Тарас Шевченко. Заповіт — Малешкін

## Нагороди та визнання
- Лауреат премії «Київська Пектораль» в номінації «За найкращий дебют» (1998) з 4-м акторським курсом за дипломні вистави — «Людина з Ламанчі» (Васерман) — роль Санчо Пансо, «Візит пана В» (М. Булгаков) — роль Іван Бездомний, Азазелло.